# رائول لوپز (بازیکن فوتبال، زاده ۱۹۷۶)
رائول لوپز (انگلیسی: Raúl López؛ زادهٔ ۱۷ سپتامبر ۱۹۷۶) بازیکن فوتبال اهل اسپانیا است.
از باشگاه‌هایی که در آن بازی کرده‌است می‌توان به باشگاه فوتبال کادیس اشاره کرد.